# Пир Брикрена
Пир Брикрена (др.‑ирл. Fled Bricrenn, англ. Bricriu's Feast) — ирландская легенда из уладского цикла. По языку и другим данным сагу относят к VIII в. Полностью название саги в Книге Бурой Коровы выглядит так: «Начинается Пир Брикрена, и Кусок героя Эмайн Махи, и Словесная битва женщин уладов, и Хождение уладов в Круахан Аи, и Сделка Героя в Эмайн Махе» (др.‑ирл. Incipit Fled Bricend & in Curathmír Emna Macha & in Briatharchath ban Ulad & Tochim Ulad do Chrúachnaib Ai & Cennach ind Rúanad(a) i nEmain Macha).

## Сюжет
По сюжету легенды Брикрен приглашает на пир всех уладов, но те отказываются, зная, что приглашающий сеет раздор между гостями. Брикрен в ответ на отказ грозится разжечь междоусобную войну, после чего улады всё же приходят. На пиру самому достойному из присутствующих полагается «доля героя» (cauradmir), лучший кусок мяса, которую Брикрен обещает сразу трём присутствующим героям, Кухулину, Коналлу Кернаху и Лоэгайре Буадаху. Герои ввязались в спор, перешедший в драку; их удаётся успокоить Сенхе Миротворцу.
Брикрен не успокаивается и сеет раздор между жёнами героев — Эмер, Лендабайр и Федельм, говоря им, что первой из женщин уладов будет считаться та, что первой войдёт в пиршественный зал. Трое пьяных женщин, каждая во главе свиты из пятидесяти служанок, рвутся в дом. Сенха приказывает закрыть дверь. Происходит «словесная битва женщин»: каждая восхваляет своего мужа.
Для определения лучшего героя Кухулин, Коналл и Лоэгайре решают устроить испытания. Выехав на своих колесницах, Лоэгайре и Коналл встречают великана, который избивает их и отбирает оружие. Кухулин одолевает его. Затем они отправляются в Круахан Аи к королеве Медб и её супругу Айлилю. Медб и Айлиль устраивают различные испытания, в том числе заставляя героев сражаться с гигантскими котятами — волшебными зверями из пещеры Круахана. В результате они также отдают первенство Кухулину. Недовольные Коналл и Лоэгайре требуют продолжения испытаний. Герои сражаются с великанами Уатом и Эрколем, с «духами долины». Наконец, король Манстера Ку Рои признает Кухулина первым из уладских героев. Спустя некоторое время в Эмайн Маху является великан. Окончание саги в Книге Бурой Коровы, но оно сохранилось в рукописи из Национальной библиотеки Шотландии. Великан предлагает отрубить ему голову с тем, что он в ответ отрубит голову кому-нибудь из уладских героев. Улады соглашаются, не подозревая о подвохе: великан забирает свою отрубленную голову и спокойно уходит. Явившись на следующий день, он требует выполнения сделки. Только Кухулин оказывается готов преодолеть страх смерти и положить свою голову под топор великана. Великан объявляет, что он — Ку Рои и провозглашает Кухулина величайшим из героев. На этот раз никто с ним не спорит.
В разных рукописях структура саги выглядит несколько по-разному: в частности, эпизод с «великаном в тумане» располагается после визита к Айлилю и Медб. Вероятно, великан также являлся воплощением Ку Рои.

## Влияния и параллели
Существует более поздняя легенда, «Пир Брикрена и изгнание сыновей Дола Диармайда», с аналогичной завязкой. Соревнование за «долю героя» описано также в легенде «Повесть о свинье Мак Дато». У истории есть классические параллели, включая «Сэр Гавейн и Зелёный Рыцарь».